# Sun Jiajun
Sun Jiajun, född 1 augusti 2000 i Yichang, är en kinesisk simmare.

## Karriär
Vid OS 2024 ingick Sun Jiajun i det kinesiska laget på 4 x 100 medley som tog guld. Vid VM 2023 tog han silver på 4 x 100 meter medley och brons på 50 meter bröstsim.